# Hrólfs saga kraka

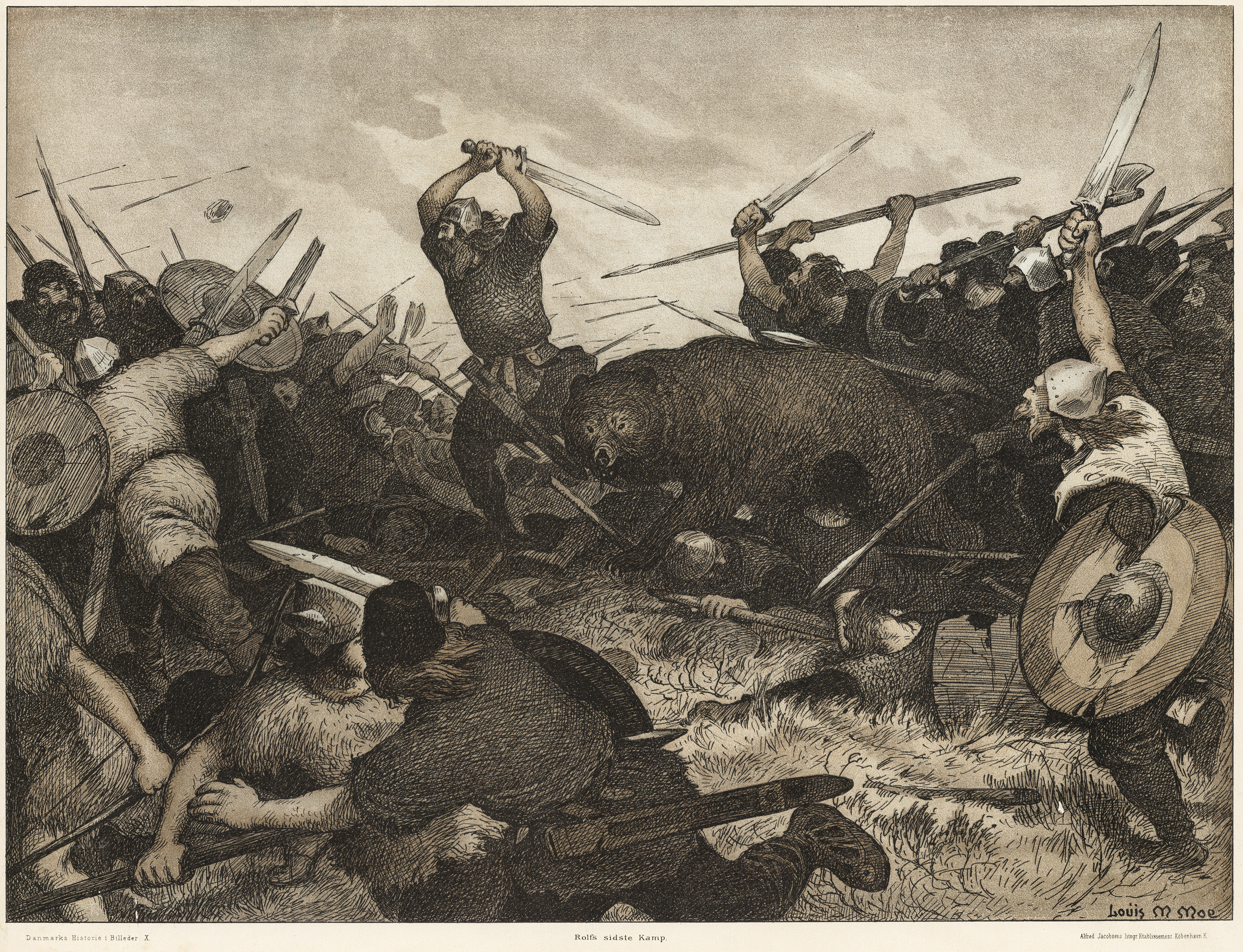
Hrolf Krakes letzter Kampf (Louis Moe um 1898)

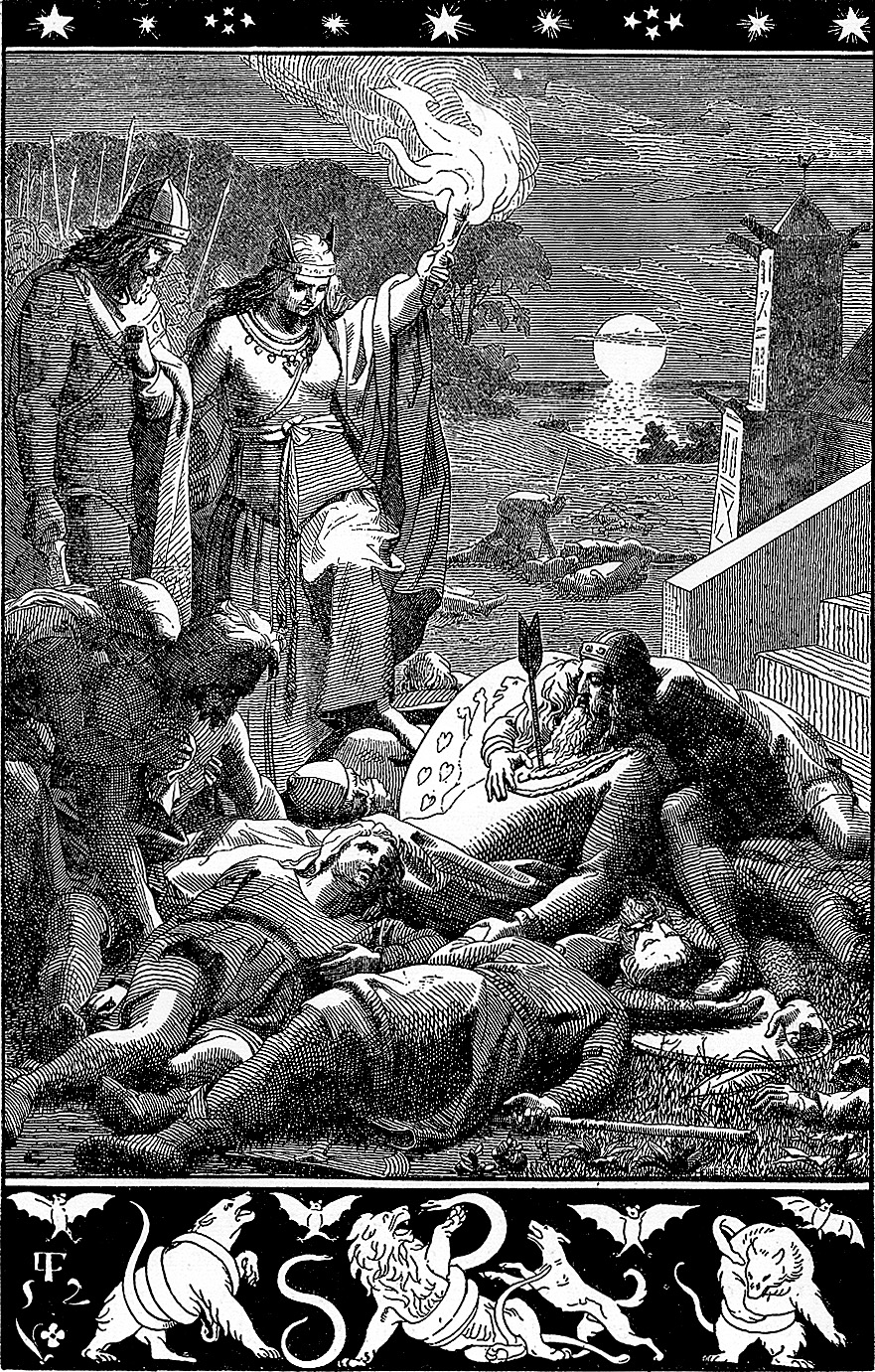
Lorenz Frølich, 1856.
Rolf Krakes Tod

Die Hrólfs saga kraka oder auch mit der Zufügung ok kappa hans („Die Saga von Hrolf Kraki und seinen Kämpen“) ist eine größere isländische Fornaldar saga (Vorzeitsaga), die im 14. oder 15. Jahrhundert verfasst wurde.

## Inhalt und Hintergrund
Inhaltlich werden in der Saga Stoffe aufgegriffen, die das eisenzeitliche dänische Herrschergeschlecht der Skjöldungen (Skyldinge) behandeln und an der Figur des namensgebenden Protagonisten Hrólf kraki fokussiert werden. Historischer Wert wird der Saga jedoch kaum beigemessen, es werden vielmehr unterschiedliche Elemente und Stoffe aus der Heldensage und Heldendichtung und aus Volksmärchen kompiliert, zum Teil aus älteren Quellen wie aus Snorris Prosa-Edda. Weitere Quellen für die Hrólfs saga waren die Ynglingasaga und die Gesta Danorum des Saxo Grammaticus. Die Forschung geht daher auf Grund der jungen und stark überarbeiteten Form der Saga davon aus, dass zu dieser Zeit des ersten Viertels des 13. Jahrhunderts (Snorri) bereits eine mündliche Urform der Hrólfs saga existierte, deren Elemente und Stoffe vielleicht sogar auf die verlorene, nur in kleinen Fragmenten und Zitaten erhaltene ältere Skjöldunga Saga zurückgeht.
Die Saga ist im Wesentlichen in 44 Manuskripten überliefert, von denen keines vor dem 17. Jahrhundert verfasst wurde. Haupthandschriften sind die Signaturen der Arnamagnæanske Håndskriftsamling AM 9 fol. und AM 285, 4to. Im Kloster Möðruvellir auf Island existierte jedoch eine Version aus dem Jahr 1461, so dass angenommen werden kann, dass die späteren Versionen auf früheren Erzählungen beruhen.

## Ältere Quellen
Als Vater von Hrólf Kraki gilt Halga oder Helgi, ein sagenhafter dänischer König des 6. Jahrhunderts, als seine Mutter Yrsa, von der sich Halga später trennte. Meist wird Hrólf als ein König von Seeland in Lejre bezeichnet und offenbar mit Hroðulf, dem Neffen Hroðgars (auch: Hróarr, ein Bruder Halgas) im Beowulf identifiziert. Der Anführer seiner Leute ist Bjarki, „der kleine Bär“, der sich in einen Bären verwandeln kann und gewisse Ähnlichkeiten mit Beowulf aufweist.
Ein König namens Rodulf galt auch als Anführer der ostgermanischen Heruler im 6. Jahrhundert. In der Chronik des Saxo Grammaticus tötet Hrólf einen König namens Rorik. Diese altnorwegische Namensform könnte Hreðric, einen sagenhaften Sohn Hroðgars, also Hrólfs Cousin bezeichnen.
Nach der Lejre-Chronik, einer um etwa 1170 aufgezeichneten Version der Sage, wird Hrólf von seiner zauberkundigen Halbschwester Skuld besiegt und von ihrem Gemahl Hartwar oder Hiarwarth (Heoroweard) mitsamt seinen Mannen getötet. Der Mord wird von der schwedischen Königin Yrsa, der Mutter des Hrólf Kraki, durch ihren Heerführer Wögg oder Wigg gerächt.
In der Skjöldungen Saga wird als Nachfolger Hrólfs ein König Hrörek von Lejre genannt, der sich im 6. Jahrhundert das Reich mit dem Bruder Halgas und Onkel Hrólfs, einem König Valdar teilte, welcher über Schonen herrschte.